# Medetera abditus
Medetera abditus är en tvåvingeart som beskrevs av Becker 1922. Medetera abditus ingår i släktet Medetera och familjen styltflugor. Inga underarter finns listade i Catalogue of Life.